# Ernesto Emanuele Oblieght
Ernesto Emanuele Oblieght (Budapest, 1838 – Roma, 14 febbraio 1900) è stato un imprenditore e finanziere ungherese.

## Biografia
Nato "Obladt, Ernő", primogenito del rabbino Sigismondo Samuele Obladt, si trasferisce in Italia ancor giovane. Negli anni '60 dell'Ottocento si stabilisce a Firenze, dove apre un'agenzia pubblicitaria ed ottiene la gestione della quarta pagina (quella delle inserzioni commerciali), di numerosi quotidiani.
Nel 1870 si trasferisce a Roma, appena diventata capitale, dove fonda la Società Generale Italiana per la pubblicità ed acquista villa Flaminia, già Massani, che sarà poi il campo di prova della prima linea tranviaria elettrica romana. La sua proficua attività spinse Collodi, l'autore di Pinocchio, a dire che «il giornalismo è un pretesto per vendere la quarta pagina», frase che coglie lo scopo vero di Oblieght: far guadagnare i giornali, assumerne il controllo e trovarsi quindi la porta aperta col mondo politico, dal quale ottenere appalti ed affari, cosa che puntualmente avviene.
Nel 1877 ottiene la concessione per la prima linea tranviaria di Roma, lungo la via Flaminia ed esercitata con la trazione a cavalli. Sempre lungo la via Flaminia acquista circa 32.000 m² di terra, che rivende poi sia alle aziende di trasporto che ai privati. Nel campo dei trasporti è ricordato anche quale primo concessionario della funicolare del Vesuvio.
Nel campo dei giornali è stato proprietario dei periodici Il Bersagliere, IlDiritto, Libertà e Italia, e grande azionista de Il Fanfulla.
Nel 1879 acquista il suo periodico più importante, il Pungolo, ma iniziano anche a circolare delle voci su alcuni dietro le quinte delle sue attività. Oblieght viene accusato di essere il prestanome di alcuni politici di primo piano della sinistra storica quali Agostino Depretis e Benedetto Cairoli. Oblieght acquistava quotidiani in perdita, ma così operando si assicurava appoggi politici in grado introdurlo in nuovi settori di investimento.
Lo scandalo scoppia nel 1882. Figura chiave fu Paul Eugène Bontoux. Già funzionario delle ferrovie austroungariche, dove si era occupato di questioni finanziarie, dopo un periodo presso la banca Rothschild di Parigi aveva fondato nel 1878 la banca Union Générale. Vicino agli ambienti clericali, si era fatto promotore di un progetto di riorganizzazione della stampa cattolica italiana anche attraverso l'acquisto di un consistente numero di testate. Ma allorché il governo austriaco, i primi giorni del gennaio 1882, rifiutò il permesso alla costituzione di una banca marittima a Trieste, l'Union Générale iniziò un rapidissimo declino; nel giro di pochi giorni le azioni crollarono e la banca arrivò presto al fallimento.
Venne accertato che Oblieght intendeva rivendere tutte le proprietà e partecipazioni della sua società, acquisite col beneplacito e spesso col denaro dei politici, al banchiere francese. Lo scandalo assunse tuttavia rilievo particolare non solo per il tentativo di scalata politica alla proprietà di giornali, ma per la modalità con cui avvenne. Per la prima volta emerse che il controllo della pubblicità poteva favorire l'acquisizione della proprietà dei giornali. Il piccolo impero era nato proprio rastrellando concessioni pubblicitarie e aveva potuto compiere il salto decisivo grazie all'accordo che gli affidava il traffico pubblicitario. Non furono estranei alla vicenda, né potevano esserlo, appoggi e aiuti politici, ma un aspetto cruciale fu proprio il nesso tra pubblicità e controllo dei giornali.
Negli anni seguenti Oblieght proseguì comunque la sua attività finanziaria. Fu appaltatore del prestito emesso in occasione dell'Esposizione di Torino del 1884 e nel circuito dell'affarismo romano e, in particolare, vicino all'aristocrazia fondiaria e speculatrice gravitante intorno alla Banca Romana (della quale nel 1893, al momento della liquidazione dopo il grave scandalo, figurava tra i principali creditori).